# Jaap Eden Trofee 1995
25 Jaap Eden Trofee 1995 was een schaatsmarathon. Het is de vijfentwintigste editie van de Jaap Eden Trofee die werd gehouden op zaterdag 21 oktober 1995 en plaatsvond op de Jaap Edenbaan in Amsterdam. Er was geen editie voor vrouwen. De winnaar van de vijfentwintigste editie was bij de mannen Lammert Huitema, het zilver was voor Hans Pieterse en het brons voor Yoeri Takken.

## Podia
| Klasse             | Eerste          | Tweede        | Derde        |
| ------------------ | --------------- | ------------- | ------------ |
| Top-divisie mannen | Lammert Huitema | Hans Pieterse | Yoeri Takken |

## Uitslag Top-divisie mannen[1]
| #      | Rijder            | Nationaliteit | Ploeg | Ronde | Punten |
| ------ | ----------------- | ------------- | ----- | ----- | ------ |
| Goud   | Lammert Huitema   | Nederland     |       |       | 27,1   |
| Zilver | Hans Pieterse     | Nederland     |       |       | 23     |
| Brons  | Yoeri Takken      | Nederland     |       |       | 23     |
| 4      | Arnold Stam       | Nederland     |       |       |        |
| 5      | Arnold Gaasenbeek | Nederland     |       |       |        |
| 6      | Henk Angenent     | Nederland     |       |       |        |
| 7      | Edward Hagen      | Nederland     |       |       |        |
| 8      | Jan Eise Kromkamp | Nederland     |       |       |        |
| 9      | Bart Veldkamp     | België        |       |       |        |
| 10     | Eric Feenstra     | Nederland     |       |       |        |

## Algemeen klassement
| # | Rijder          | Nationaliteit | Punten |
| - | --------------- | ------------- | ------ |
| 1 | Lammert Huitema | Nederland     | 27,1   |
| 2 | Hans Pieterse   | Nederland     | 23     |
| 3 | Yoeri Takken    | Nederland     | 23     |

1971 · 
1972 · 
1973 ·
1974 · 
1975 · 
1976 · 
1977 · 
1978 · 
1979 · 
1980 · 
1981 · 
1982 · 
1983 · 
1984 · 
1985 · 
1986 · 
1987 · 
1988 · 
1989 · 
1990 · 
1991 · 
1992 · 
1993 · 
1994 · 
1995 · 
1996 · 
1997 · 
1998 · 
1999 · 
2000 · 
2001 · 
2002 · 
2003 · 
2004 · 
2005 · 
2006 · 
2007 · 
2008 · 
2009 · 
2010 · 
2011 · 
2012 · 
2013 · 
2014 · 
2015 · 
2016 · 
2017 · 
2018 · 
2019 · 
2020 ·  
2021 · 
2022 · 
2023 · 
2024